# میرزا نظام‌الدین
میر نظام‌الدین  از سیاستمداران ایرانی بود، که در دوره نخست بعنوان نماینده کاشان در مجلس شورای ملی حضور داشت.